# Municipio de Clifton (condado de Lyon)
El municipio de Clifton (en inglés: Clifton Township) es un municipio ubicado en el condado de Lyon en el estado estadounidense de Minnesota. En el año 2010 tenía una población de 249 habitantes y una densidad poblacional de 2,66 personas por km².

## Geografía
El municipio de Clifton se encuentra ubicado en las coordenadas 44°24′25″N 95°38′41″O / 44.40694, -95.64472. Según la Oficina del Censo de los Estados Unidos, el municipio tiene una superficie total de 93.58 km², de la cual 93,52 km² corresponden a tierra firme y (0,06 %) 0,06 km² es agua.

## Demografía
Según el censo de 2010, había 249 personas residiendo en el municipio de Clifton. La densidad de población era de 2,66 hab./km². De los 249 habitantes, el municipio de Clifton estaba compuesto por el 95,58 % blancos, el 4,02 % eran asiáticos y el 0,4 % eran de una mezcla de razas. Del total de la población el 0 % eran hispanos o latinos de cualquier raza.